# Lara Croft: Tomb Raider
Lara Croft: Tomb Raider é o primeiro filme baseado na série de videogame Tomb Raider, dirigido por Simon West e estrelando Angelina Jolie como a heroína Lara Croft. Com $274 milhões mundialmente Tomb Raider se tornou a maior bilheteria inspirada em um game e também o filme mais lucrativo estrelado por uma mulher, e teve uma continuação, The Cradle of Life.

## Sinopse
Explorando impérios perdidos, descobrindo tesouros preciosos, punindo vilões em combates mortais tudo faz parte do dia-a-dia da aventureira Lara Croft. Mas um antigo segredo de seu pai está prestes a levar Lara a seu maior desafio: o Triângulo de Luz, uma relíquia lendária com o poder de alterar o tempo e o espaço. Lara precisa encontrar o Triângulo antes que caia nas mãos dos Iluminati, uma sociedade secreta que quer dominar o mundo.

## Elenco
- Angelina Jolie - Lara Croft
- Iain Glen - Manfred Powell
- Jon Voight - Lord Richard Croft
- Daniel Craig - Alex West
- Noah Taylor - Bryce
- Richard Johnson - Líder dos Iluminatti
- Chris Barrie - Hillary
- Julian Rhind-Tutt - Sr. Pimms
- Leslie Phillips - Sr. Wilson
- Henry Wyndham - Leiloeiro de Boothby

## Lançamento

### Recepção
Lara Croft: Tomb Raider tem recepção geralmente desfavorável por parte da crítica profissional. Com a pontuação de 19% em base de 55 avaliações, o Rotten Tomatoes chegou ao consenso: "Angelina Jolie é perfeita para o papel de Lara Croft, mas mesmo ela não pode salvar o filme a partir de um enredo e ação sem sentido sequências com nenhum impacto emocional".

### Prêmios e indicações
O filme foi indicado para dois MTV Movie Awards, incluindo: Melhor Performance Feminina e Melhor Cena de Luta, mas perdeu para Moulin Rouge! e Rush Hour 2, respectivamente. O filme também foi indicado ao Prémio Teen Choice de Melhor Filme – Drama. Angelina Jolie foi indicada para o Framboesa de Ouro de pior atriz por seu papel no filme, mas perdeu para Mariah Carey em Glitter.

## Sequência
Angelina Jolie, retornou na sequência Lara Croft Tomb Raider: The Cradle of Life (2003). Embora tenha sido visto como uma melhora da crítica em relação ao seu antecessor, o filme não repetiu seu sucesso financeiro, arrecadando US$ 156 milhões em comparação com os US$ 274 milhões da parcela anterior.
A GK Films adquiriu pela primeira vez os direitos de reiniciar o filme em 2011. Em abril de 2016, a MGM e a GK Films anunciaram a reinicialização do filme estrelado por Alicia Vikander como Lara Croft e Roar Uthaug dirigindo Tomb Raider foi lançado em 16 de março de 2018.